# Gauliga Niedersachsen 1938/39
Die Gauliga Niedersachsen 1938/39 war die sechste Spielzeit der Gauliga Niedersachsen des Deutschen Fußball-Bundes. Die Gauliga Niedersachsen wurde in dieser Saison mit zehn Mannschaften im Rundenturnier ausgespielt. Die Gaumeisterschaft sicherte sich zum ersten Mal der VfL Osnabrück auf Grund des damals gültigen besseren Torquotienten gegenüber dem punktgleichen Hannover 96. Osnabrück qualifizierten sich dadurch für die deutsche Fußballmeisterschaft 1938/39, bei der sie in einer Gruppe mit dem Hamburger SV, Hindenburg Allenstein und Blau-Weiß 90 Berlin den zweiten Platz erreichten, welcher jedoch nicht zum Weiterkommen reichte. In dieser Saison gab es mit dem SV Algermissen nur einen Absteiger. SV Arminia Hannover entging dem Abstieg am Grünen Tisch. Zum Spiel Arminia Hannover gegen ASV Blumenthal war kein Schiedsrichter erschienen. Beide Vereine trugen ein Freundschaftsspiel aus, welches Blumenthal mit 4:0 gewann. Das Spiel wurde jedoch mit diesem Ergebnis gewertet, wogegen die Hannoveraner protestierten. Es wurde ein Wiederholungsspiel angesetzt, gegen das die Blumenthaler protestierten. Schließlich entschied das Reichsfachamt Fußball, dass das Spiel nicht wiederholt wird und dass Arminia vom Abstieg befreit ist.

## Abschlusstabelle
| Pl. | Verein                    | Sp. | S  | U | N  | Tore    | Quote | Punkte |
| --- | ------------------------- | --- | -- | - | -- | ------- | ----- | ------ |
| 1.  | VfL Osnabrück             | 18  | 12 | 4 | 2  | 046:110 | 4,18  | 28:80  |
| 2.  | Hannover 96 (M)           | 18  | 13 | 2 | 3  | 067:190 | 3,53  | 28:80  |
| 3.  | Eintracht Braunschweig    | 18  | 11 | 3 | 4  | 035:190 | 1,84  | 25:11  |
| 4.  | SV Werder Bremen          | 18  | 10 | 5 | 3  | 032:200 | 1,60  | 25:11  |
| 5.  | MSV Jäger 7 Bückeburg (N) | 18  | 7  | 5 | 6  | 041:300 | 1,37  | 19:17  |
| 6.  | VfB Peine                 | 18  | 6  | 4 | 8  | 030:490 | 0,61  | 16:20  |
| 7.  | ASV Blumenthal            | 18  | 6  | 1 | 11 | 020:310 | 0,65  | 13:23  |
| 8.  | MSV Lüneburg (N)          | 18  | 4  | 4 | 10 | 026:420 | 0,62  | 12:24  |
| 9.  | SV Arminia Hannover       | 18  | 5  | 2 | 11 | 021:390 | 0,54  | 12:24  |
| 10. | SV Algermissen            | 18  | 0  | 2 | 16 | 009:670 | 0,13  | 02:34  |

| (M) | Titelverteidiger               |
| (N) | Aufsteiger aus der Bezirksliga |

## Aufstiegsrunde

### Gruppe Nord
| Pl. | Verein                                    | Sp. | S | U | N | Tore    | Quote | Punkte |
| --- | ----------------------------------------- | --- | - | - | - | ------- | ----- | ------ |
| 1.  | Schinkel 04 (Bezirksmeister Osnabrück)    | 4   | 3 | 0 | 1 | 009:500 | 1,80  | 06:20  |
| 2.  | Bremer SV (Bezirksmeister Bremen)         | 4   | 2 | 1 | 1 | 013:600 | 2,17  | 05:30  |
| 3.  | Teutonia Uelzen (Bezirksmeister Lüneburg) | 4   | 0 | 1 | 3 | 007:180 | 0,39  | 01:70  |

### Gruppe Süd
| Pl. | Verein                                         | Sp. | S | U | N | Tore    | Quote | Punkte |
| --- | ---------------------------------------------- | --- | - | - | - | ------- | ----- | ------ |
| 1.  | SV Linden 07 (Bezirksmeister Hannover)         | 4   | 3 | 0 | 1 | 007:300 | 2,33  | 06:20  |
| 2.  | 1. SC Göttingen 05 (Bezirksmeister Göttingen)  | 4   | 2 | 1 | 1 | 005:500 | 1,00  | 05:30  |
| 3.  | LSV Wolfenbüttel (Bezirksmeister Braunschweig) | 4   | 0 | 1 | 3 | 002:600 | 0,33  | 01:70  |